# نموذج طبي للإعاقة
يعرف النموذج الطبي للإعاقة بأنه نموذج اجتماعي سياسي حيث يكون المرض أو العجز، نتيجة لظروف جسدية متأصلة في الفرد (حيث إنها أصبحت جزء من جسد الفرد) ربما يقلل من نوعية حياة الفرد وتسبب له أضرارًا واضحة.
يميل النموذج الطبي إلى الاعتقاد بأن الشفاء من المرض أو الإعاقة أو على الأقل التحكم بها تدور كليًا أو جزئيًا حول تعريف المرض أو الإعاقة من منظور طبي متعمق (بمعنى الفهم العلمي الخاص بمقدمي الرعاية الصحية المدربين)، ومعرفة طريقة التحكم بها وتغيير مساراتها. وبالتالي فإن النموذج الطبي يؤمن بأن «الحس المرهف» أو المجتمع العادل يستثمر موارده في الرعاية الصحية والخدمات ذات الصلة في محاولة منه لعلاج الإعاقات طبيًا، من أجل توسيع الوظيفة وتحسينها والسماح لذوي الإعاقات بأن يحيوا حياة «طبيعية» أكثر. ويُنظر إلى مسئولية مهنة الطب والقدرات الكامنة في هذا المجال على أنها مسئولية مركزية.

## التطور التاريخي للنموذج

### التعريف الأصلي لمنظمة الصحة العالمية للإعاقة
قدمت منظمة الصحة العالمية في عام 1980 إطار عمل للتعامل مع الإعاقة في منشورها «التصنيف الدولي للعاهات وحالات العجز والإعاقة». ويتناول هذا الإطار المقترح الإعاقة باستخدام مصطلح العاهة والعجز والإعاقة.
.
- العاهة = وجود خسارة في البنية الهيكلية للجسم أو في وظيفة ما أو فقدها ذات أصل منطقي نفسي أو فسيولوجي أو تشريحي
- العجز = هو القصور الوظيفي أو فقد الوظيفة الناتج عن العاهة والتي تحول دون القيام بنشاط ما حيث يعتبر هذا بمرور الوقت أمرًا طبيعيًا للبشر
- الإعاقة = هي حالة الحرمان الناتجة عن العاهة أو العجز والتي تحد من أداء الفرد للقيام بدور يعد طبيعيًا بالنسبة للفترة العمرية أو الجنس أو العوامل الاجتماعية والثقافية للفرد

### التعاريف الحالية
يعرف التصنيف الدولي للقيام بالوظائف والعجز والصحة (IFC) العجز بأنه مصطلح يضم تحت مظلته العاهات ومحدودية النشاط وقيود الممارسات. والعجز هو التفاعل بين الأفراد ذوي حالة صحية معينة (مثال: الشلل الدماغي ومتلازمة داون والاكتئاب) والعوامل الشخصية والبيئية (مثال: الاتجاهات السلبية ووسائل المواصلات والمباني العامة غير المتاحة والدعم الاجتماعي المحدود)
.
وتبين اللغة المستخدمة والكلمات تغيرًا ملحوظًا في تركيز الحديث حيث لا تستخدم مصطلحات المرض أو العاهة لكن يتم التحدث عن مستويات من الصحة والأداء الوظيفي. ويتوافق هذا المصطلح مع القبول واسع الانتشار للنموذج الاجتماعي للعجز.

## النقد
يركز النموذج الطبي للعجز على حدود الفرد وطرق الحد من هذه الإعاقات أو استخدام تكنولوجيا التكيف حتى يتواءم هؤلاء الأفراد مع المجتمع. تقبل التعاريف الحالية للعجز المساعدة الطبية الحيوية لكنها تركز أكثر على العوامل التي تسبب الاستبعاد البيئي والاجتماعي للأفراد. وينتج عن الاعتماد على النموذج الطبي دون تمحيص عواقب غير مرغوب فيها.
من بين الداعمين لـحقوق ذوي الإعاقة الذين يميلون إلى اتباع النموذج الاجتماعي بدلا من النموذج الطبي للعجز من يعتبر النموذج الطبي الأساس في تردي الأوضاع الاجتماعية - غير المقصودة - للأشخاص ذوي الإعاقة، كما يرون أن هناك سوء توجيه بالغًا للموارد التي ينحصر تركيزها تقريبًا في الأمر الطبي بينما يمكن استخدام نفس هذه المصادر في أمور مثل التصميم العالمي وممارسات الاحتواء المجتمعي. وهذا يتضمن التكاليف النقدية والاجتماعية ومزايا مختلف التدخلات سواء كانت طبية أو جراحية أو اجتماعية أو مهنية ومن الأطراف الصناعية، والعلاج القائم على الأدوية و«العلاجات» الأخرى والفحوص الطبية مثل الفحص الجيني أو التشخيص الوراثي قبل عملية الزرع. وغالبًا ما يستخدم النموذج الطبي للإعاقة في تبرير الاستثمار الكبير في هذه الإجراءات والتقنيات والأبحاث، بينما يمكن أن يعتبر التكيف البيئي لذوي الإعاقة له فائدة للمجتمع ككل وأرخص من الناحية المالية وسهل الحصول عليه من الناحية المادية.
بالإضافة إلى أن بعض المجموعات التي تنادي بحقوق ذوي الإعاقة تنظر إلى النموذج الطبي للعجز على أنه مسألة حقوق مدنية وينتقدون المبادرات الخيرية أو الطبية لاستخدامها صورًا لأشخاص معوقين؛ لأنها تعزز من صورة الشعور بالشفقة، خاصة السلبية وانطباع بضعف الأشخاص ذوي الإعاقة وليس إلقاء الضوء على مشكلة الإعاقة على أنها مشكلة سياسية واجتماعية وبيئية (انظر أيضًا الشعار السياسي «اللعنة على الشفقة»). ودرس العديد من علماء الاجتماع (زولا، بارسونز) الجوانب الاجتماعية الثقافية «للحياة الطبيعية» والضغط الذي تمارسه على الأفراد حتى يتوافقوا معها.
وأخذ أحدث تصنيف لـمنظمة الصحة الدولية ICF (التصنيف الدولي للقيام بالوظائف والعجز والصحة)العوامل الاجتماعية للإعاقة ولا ينظر إلى الإعاقة فقط على أنها خلل وظيفي «طبي» أو «بيولوجي».

## وصلات خارجية
- The Open University: Making your teaching inclusive: The Medical Model